# مهرجان كان ليونز الدولي للإبداع
مهرجان كان ليونز الدولي للإبداع (المعروف سابقًا باسم مهرجان الإعلان الدولي) هو حدث عالمي للعاملين في مجال الاتصالات الإبداعية والإعلان والمجالات ذات الصلة. يعتبر أكبر تجمع لصناعة الإعلان والاتصالات الإبداعية
يقام المهرجان الذي يستمر لمدة خمسة أيام سنويًا في قصر المهرجانات والمؤتمرات في مدينة كان بفرنسا  ويتضمن منح جوائز الليونز، خلال الأسبوع الأخير من شهر يونيو قام حوالي 15000 مندوب مسجل من 90 دولة بزيارة المهرجان للاحتفال بأفضل الإبداعات في مجال التواصل مع العلامة التجارية ومناقشة قضايا الصناعة والتواصل مع بعضهم البعض. تشمل أنشطة الأسبوع العديد من حفلات توزيع الجوائز بالإضافة إلى حفل الافتتاح والختام.

## تاريخ
مستوحاة من مهرجان كان السينمائي الذي أقيم في مدينة كان منذ أواخر الأربعينات من القرن الماضي، شعر مجموعة من مقاولي إعلانات شاشات السينما المنتمين إلى الجمعية العالمية لإعلانات الشاشة (سوا) بضرورة الاعتراف بصانعي الأفلام الإعلانية بالمثل. أسسوا المهرجان الدولي لأفلام الإعلان الذي أقيم أوله في مدينة البندقية بإيطاليا في سبتمبر 1954 بمشاركة 187 فيلمًا من 14 دولة. كان أسد ساحة سان ماركو في البندقية مصدر إلهام لكأس الأسد.
أقيم المهرجان الثاني في مونت كارلو والثالث في مدينة كان. بعد ذلك تناوب الحدث بين البندقية وكان قبل أن يستقر في الأخير عام 1984. تم منح جوائز جديدة في السنوات الأخيرة: مسابقة Press & Outdoor Lions في عام 1992؛ فريق Cyber Lions في عام 1998 (تقاعد بعد عام 2017)؛ ميديا ليونز في عام 1999؛ المباشر الأسود في عام 2002؛ راديو و تيتانيوم ليونز في عام 2005 ؛ الأسود الترويجي والتنشيطي في عام 2006 (تقاعد بعد عام 2017)؛ تصميم الأسود في عام 2008؛ بي آر ليونز في عام 2009؛ فيلم كرافت في عام 2010؛ الفعالية الإبداعية في عام 2011 المحتوى والترفيه ذو العلامة التجارية وMobile Lions في عام 2012؛ الابتكار في عام 2013 والتجارة الإلكترونية الإبداعية والمؤثرين الاجتماعيين في عام 2018. مع ذلك في السنوات الأخيرة كانت هنالك دعوات من داخل الصناعة للمهرجان لتبسيط فئات المشاركة لتعكس بشكل أفضل الوضع الحالي لعالم الاتصالات الحديث. استجاب المهرجان بإدخال تغييرات في عام 2018، بما في ذلك فئات جديدة ومراجعة التكاليف وتقليص الحدث من سبعة أيام إلى خمسة.
أضاف المهرجان أيضًا برنامجًا تعليميًا على شكل ندوات وورش عمل في التسعينات. على مر السنين نما هذا الجانب من المهرجان بشكل كبير وفي عام 2013 ضم حوالي 130 جلسة على مدار 7 أيام. شملت هذه المحادثات كريستوفر بيلي وجاك بلاك وجنسون باتون ونيك كانون وشيبرد فيري وأريانا هافينغتون وديفيد كارب وآني ليبوفيتز.
في عام 2004، قام الناشر البريطاني ومنظم المؤتمرات EMAP plc (المعروف الآن باسم Ascential) بشراء المهرجان من رجل الأعمال الفرنسي روجر هاتشويل الذي بدأ إدارته في عام 1987 مقابل 52 مليون جنيه إسترليني. في يونيو 2014، نشرت صحيفة وول ستريت جورنال وكذلك مجلة الحملة تقريرًا عن احتجاجات نيمرود كامير في مهرجان كان ليونز.
فيليب توماس هو رئيس مجلس الإدارة وسيمون كوك المدير العام. توماس هو أيضًا الرئيس والمدير التنفيذي لشركة Ascential Futures، التي تعمل بموجبها  Cannes Lions.

## الجوائز
تتكون لجنة تحكيم مهرجان كان ليونز من خبراء في كل مجال من جميع أنحاء العالم، يرأس كل هيئة محلفين رئيس هيئة المحلفين وهم يحكمون على الطلبات المقدمة في الأفلام، وصناعة الأفلام، وحرف الصناعة، والحرف الرقمية، والإعلام، والطباعة والنشر، والخارج، والمباشر، والأدوية، والصحة والعافية، والتصميم، والراديو والصوت، والهواتف المحمولة، والمحتوى والترفيه ذي العلامة التجارية، وتجربة العلامة التجارية وتنشيطها، وإبداع التجارة الإلكترونية، والترفيه، وترفيه الأسود للموسيقى، والعلاقات العامة، والفعالية الإبداعية، والاجتماعية والمؤثرة، والبيانات الإبداعية، والابتكار والتيتانيوم، بالإضافة إلى الزجاج: الأسد من أجل التغيير وأهداف التنمية المستدامة. في عام 2013 أطلق المهرجان فئة جديدة تسمى "أسود الابتكار" التي من المفترض أن "تكرم التكنولوجيا والابتكار الذي يسهل الإبداع"، بما في ذلك الاعتراف بـ "أفضل 10 شركات ناشئة تستحق المشاهدة". بالإضافة إلى ذلك يمكن للشركات الناشئة العالمية التقدم بطلب للحصول على Startup Academy للحصول على تذاكر المهرجان والوصول إلى جلسات التوجيه.
تشمل الجوائز الأخرى أفضل شركة قابضة للعام، وأفضل شبكة للعام، وأفضل وكالة إعلامية للعام، وأفضل وكالة للعام، وأفضل وكالة مستقلة للعام، وأفضل شخصية إعلامية للعام، وأفضل مدير جديد معلن العام، والسعفة الذهبية لأفضل شركة إنتاج.
| الشركة           | السنة |
| MJZ              | 2010  |
| SMUGGLER         | 2011  |
| MJZ              | 2012  |
| MJZ              | 2013  |
| MJZ              | 2014  |
| SMUGGLER         | 2015  |
| Tool             | 2016  |
| MJZ              | 2017  |
| Park pictures    | 2018  |
| Park pictures    | 2019  |
| MJZ              | 2020  |
| Chelsea pictures | 2021  |

يتم إدخال الإعلانات عمومًا بواسطة الوكالات التي أنشأتها، على الرغم من أنه من الناحية الفنية يمكن لأي شخص إدخال أي إنشاء إعلان، بشرط تشغيله خلال إطار زمني محدد، يُطلب من لجنة التحكيم مكافأة الإعلانات التي تعتبر أكثر إبداعًا من حيث الفكرة والتنفيذ.
في مقال في صحيفة الغارديان في عام 2009، قال رئيس WPP السير مارتن سوريل إن جوائز Cannes Lions كانت مكلفة للغاية بحيث لا يمكن الاشتراك فيها، ثم اعترف أيضًا بأنه تأكد من أن شركة WPP كانت "تركز بشدة على مهرجان كان" وأرادوا أن يكون "الرائد من حيث الجوائز في مهرجان كان". فازت شركة WPP بجائزة أفضل شركة قابضة لهذا العام في المهرجان في 2011، تعليقًا على هذا الاعتراف بالصناعة فقد قال المدير الإبداعي لشركة WPP العالمية جون أوكيف:
"إن مهرجان كان هو العرض العالمي الوحيد متعدد التخصصات الذي يغطي الإعلانات والتصميم والوسائل الرقمية والوسائط والترويج والفعالية وكل شيء آخر إلى جانب ذلك. فهو لا يجمع نتائج العروض الأخرى؛ لذا لا يمكنك تضخيم تصنيفك في القائمة". "لقد قمت بذلك بالطريقة الصعبة، بالطريقة الصحيحة، والطريقة الوحيدة".
في عام 2013، حققت حملة "Dumb Ways to Die" التي أطلقتها شركة McCann Australia لصالح شركة Metro Trains الأسترالية، التاريخ من خلال الفوز بما مجموعه خمس جوائز Grands Prix، وهي أكبر جائزة تُمنح على الإطلاق لعمل واحد.
أسد القديس هو تكريم يُمنح كل عام في مهرجان كان ليونز الدولي للإبداع إلى "شخص قدم مساهمات بارزة في المجتمع الإبداعي".

## مسابقات يونغ ليونز
مسابقات Young Lions (المعروفة سابقًا باسم مسابقة Young Creatives، والتي بدأت في عام 1995) مفتوحة لمحترفي الإعلان حتى سن 30 عامًا والذين يعملون في فرق مكونة من شخصين. تقام المسابقة خلال أسبوع المهرجان في مدينة كان في سبعة أقسام: الطباعة، والرقمية، والأفلام، والتصميم، والمسوقين الشباب، والإعلام، والعلاقات العامة. تقام مسابقات إقليمية في معظم البلدان لاختيار الفرق في الفترة التي تسبق المهرجان، ويتأهل الفائزون بها إلى الجولة النهائية من المسابقات في كان ليونز. تم إطلاق مسابقة التصميم في عام 2012.

## Lions health
في يونيو 2012، أعلنت Cannes Lions أنها تخطط لإطلاق حدث جديد لمدة يومين للاتصالات الإبداعية في مجال الرعاية الصحية والعافية والاستدامة. سيقام الحدث في قصر المهرجانات في مدينة كان بفرنسا، قبيل انطلاق مهرجان كان ليونز في 15 يونيو 2014، وسيقدم محتوى لمدة يومين يستكشف ويناقش القضايا الأساسية والفريدة المتعلقة بعالم اتصالات الرعاية الصحية. وقد رحبت بعض أقسام الصناعة بهذه الخطوة، حيث علق جيريمي بيروت، المدير الإبداعي العالمي لشركة ماكان هيلث، قائلا: "إن Lions Health تمنح الصناعة أعلى مرحلة لعرض تألقها". في عام 2017، تم نقل Lions Health ليقام في نفس وقت المهرجان الرئيسي، لكنه يظل حدثًا مستقلاً في جزء آخر من القصر.

## روابط خارجية
- الموقع الرسمي لمهرجان كان ليونز الدولي للإبداع
- أرشيف كان ليونز على موقع CannesLions.com

1. ↑  “استعراض كان ليونز 2011”. مؤرشفة من الأصلي بتاريخ 2017-08-24. تم الاسترجاع 2011/10/05.
2. ↑  “2011 كان ليونز: من الإعلان إلى الإبداع”. نسخة محفوظة 2023-12-03 على موقع واي باك مشين.
3. ↑  “انطلاق أكبر مهرجان إعلاني في العالم في مدينة كان”. اوقات الهند. 9 يونيو 2010 نسخة محفوظة 2023-12-03 على موقع واي باك مشين.
4. ↑  “مقصوص من ممتحن سان فرانسيسكو”. ممتحن سان فرانسيسكو. 06/06/1990. ص. 65. تم الاسترجاع 2020/10/10. نسخة محفوظة 2023-12-03 على موقع واي باك مشين.
5. ↑  أخبار | من نحن | مهرجان كان ليونز الدولي للإبداع أرشفة 11 أكتوبر 2011 في آلة Wayback.
6. ↑  سويني ، مارك (22 يونيو 2010). “السير مارتن سوريل: مهرجان كان ليونز هو فرصة للهروب‘“. الحارس. لندن نسخة محفوظة 2023-12-10 على موقع واي باك مشين.
7. ↑  سويني ، مارك (20 يونيو 2011). “إعادة تسمية مهرجان كان الإعلاني ليعكس العصر الرقمي”. الحارس. لندن. نسخة محفوظة 2023-12-03 على موقع واي باك مشين.
8. ↑  “كان ليونز يجذب عددًا قياسيًا من الإدخالات – أخبار الأعمال | The Star Online”. Thestar.com.my. 08/06/2013. تم الاسترجاع بتاريخ 05/02/2014. نسخة محفوظة 2023-12-03 على موقع واي باك مشين.
9. ↑  “مهرجان كان ليونز الدولي للإبداع – برنامج المهرجان”. www.canneslions.com. مؤرشفة من الأصلي في 11 تشرين الأول (أكتوبر) 2011.
10. ↑  تونجات ، مارك (3 يوليو 2013). أدلاند: تاريخ عالمي للإعلان. ردمك 978-0749464325. نسخة محفوظة 2023-12-03 على موقع واي باك مشين.
11. ↑  “تاريخ الإعلان 20 – أسد كان”. نسخة محفوظة 2023-12-03 على موقع واي باك مشين.
12. ↑  أ ب ج  أرشفة 22 أغسطس 2011 في آلة Wayback.
13. ↑  “الفئات، – كان 2011”. الإبداع أون لاين. 2011-06-27. مؤرشفة من الأصلي بتاريخ 2014-02-13. تم الاسترجاع 2014/02/05
14. ↑  سومريش ، فيل. مارتينسون ، جين (10 أغسطس 2004). “Emap تشتري مهرجان كان الإعلاني”. الحارس. لندن. نسخة محفوظة 2023-12-03 على موقع واي باك مشين.
15. ↑  بن هول، “شاهد: الساخر يواجه السير مارتن سوريل وينضم إلى حاشية كاني ويست”، مجلة الحملة، 19 حزيران (يونيو) 2014 نسخة محفوظة 2023-12-03 على موقع واي باك مشين.
16. ↑  “كان ليونز يعين رئيسًا تنفيذيًا جديدًا”. مؤرشفة من الأصلي بتاريخ 30-12-2012 نسخة محفوظة 2022-04-28 على موقع واي باك مشين.
17. ↑  باتاك ، شارين (16/01/2013). “مهرجان كان للإعلان يقدم جائزة أسد الابتكار | أخبار الوكالة – عصر الإعلان”. Adage.com. تمالاسترجاع 2014/02/05. نسخة محفوظة 2023-12-03 على موقع واي باك مشين.
18. ↑  الإعلان عن المتأهلين للنهائيات في أكاديمية بدء التشغيل”. مهرجان كان ليونز الدولي للإبداع. مؤرشفة من الأصلي في 23 أبريل 2016. تم الاسترجاع 1 يونيو 2016.